# Pierre de La Romagère
Pierre de La Romagère (né le 8 novembre 1712 à Thiviers et mort à Tarbes le 18 février 1769) est un ecclésiastique qui fut évêque de Tarbes de 1751 à 1769.

## Biographie
Pierre de La Romagère nait au château de Filholie près de Thiviers dans le Périgord. Chanoine du chapitre de chanoines la cathédrale du Mans, il devient grand archidiacre le 30 juin 1742. En 1748 Il est pourvu en commende de l'abbaye de La Pelice à Cherreau dans le même diocèse. Nommé évêque de Tarbes en 1751, il est confirmé le 7 juillet et consacré en août par l'archevêque de Paris. Il soutient Christophe de Beaumont en 1755, et participe à l'assemblée provinciale de 1755 qui se tient exceptionnellement à Dax.
Il soutient les Jésuites en 1762 et lors de l'Assemblée de la province ecclésiastique d'Auch de 1765, il « s'illustre », avec l'accord de son archevêque métropolitain, Jean-François de Montillet de Grenaud, quand il proteste contre les empiètements du Parlement qui a osé « exclure un corps religieux du royaume ». Il meurt à Tarbes en 1769.